# كمبوديا في الألعاب الأولمبية
كمبوديا في الألعاب الأولمبية تقوم اللجنة الأولمبية الوطنية الكمبودية بالإشراف في شؤون مشاركة كمبوديا في الألعاب الأولمبية، شاركت  كمبوديا أول مرة في الألعاب الأولمبية في دورة 1956 في ملبورن في أستراليا، لم تفز كمبوديا حتى الآن بأي ميدالية أولمبية.